# شتیتاراتس
شتیتاراتس (به صربی: Štitarac) یک منطقهٔ مسکونی در صربستان است که در کنگاژواتس واقع شده‌است. شتیتاراتس ۶۱ نفر جمعیت دارد.